# Těšetice (Bochov)

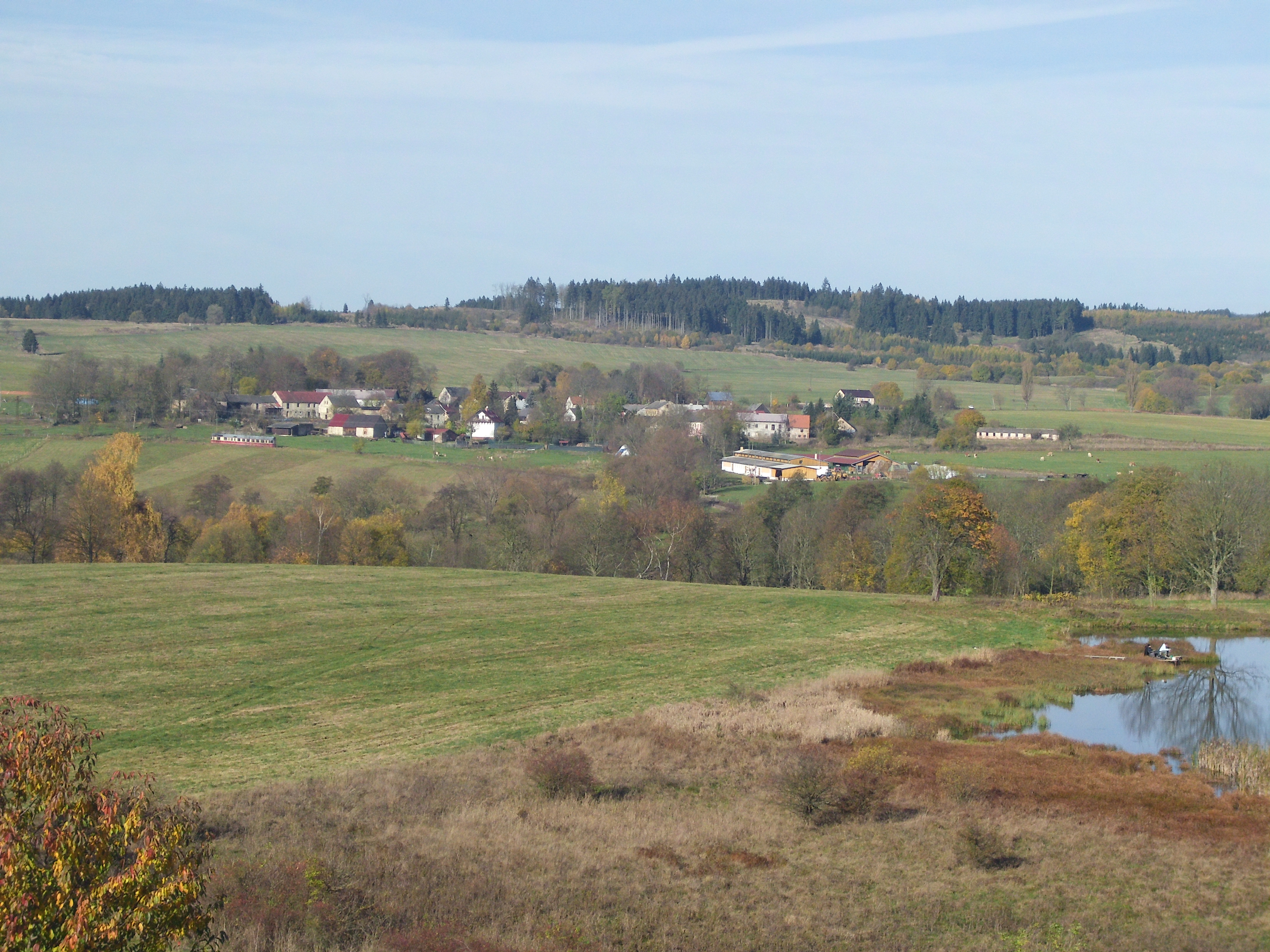
Blick von Südosten auf Těšetice und den Valovský vrch

Těšetice (deutsch Teschetitz, auch Tescheditz) ist ein Ortsteil der Stadt Bochov (Buchau) in Tschechien. Er liegt drei Kilometer nordöstlich von Bochov und gehört zum Okres Karlovy Vary.

## Geographie
Těšetice befindet sich rechtsseitig des Ratibořský potok (Schinkenbach) an einem kleinen Zufluss in der Žluticka vrchovina (Luditzer Bergland). Am südlichen Ortsrand verläuft die Bahnstrecke Protivec–Bochov. An der südwestlichen Gemarkungsgrenze liegt das Naturdenkmal Toto-Karo mit den Teichen Havlisův rybník, Velká Žabka und Malá Žabka. Im Norden erhebt sich die Jelení komora (787 m n.m.), nordöstlich der Tiský vrch (Flursberg; 731 m n.m.), im Süden die Pastviny (677 m n.m.), westlich der Na Kupě (711 m n.m.) sowie im Nordwesten der Valovský vrch (Wohlauer Berg; 761 m n.m.).
Nachbarorte sind Dolní Valov (Unter Wohlau) und die Wüstung Březina (Pirk) im Norden, die Wüstungen Tis u Luk (Tiß bei Luck) und Holetice (Holetitz) im Nordosten, Albeřice (Alberitz) und Luka (Luck) im Osten, Hřivínov (Mokowitz), Budov (Buda), Vahaneč (Bohentsch) und Herstošice (Herscheditz) im Südosten, Údrč (Udritsch) und Nový Dvůr (Neuhof) im Süden, Bochov (Buchau) im Südwesten, Horní Tašovice (Taschwitz) im Westen sowie Bražec (Bergles) und die Wüstung Horní Valov (Ober Wohlau) im Nordwesten.

## Geschichte
Die erste urkundliche Erwähnung des Dorfes erfolgte im Jahre 1389.
Nach der Schlacht am Weißen Berg wurden die dem verstorbenen Leonhard Colonna von Fels, einem der Anführer des Ständeaufstandes, gehörigen Güter Engelsburg, Schönau, Hartenstein und Buchau am 4. April 1621 durch eine kaiserliche Vollstreckungskommission konfisziert. Dabei wurde auch die unterhalb von Teschetitz gelegene Romes-Mühle (Romanův mlýn) mit einer Brettsäge aufgeführt. Hermann Czernin von Chudenitz, der diese Güter 1622 zusammen mit dem Gut Svinov für 97.922 Meißner Schock bzw. 114.324 Rheinische Gulden erworben und dem Kaiser dafür die Herrschaft Žleby abtrat, vereinigte die Güter 1623 zur Herrschaft Gießhübel. Am 24. Januar 1643 wurde auf dem von Teilen des kaiserlichen Regiments Montecuccoli besetzten Neuhof ein Bauer aus Teschetitz erschossen. 1829 trat Johann Anton Hladik die Herrschaft Gießhübel gemeinschaftlich seiner Tochter Antonia und dem Schwiegersohn Wilhelm von Neuberg ab.
Im Jahre 1845 bestand das im Elbogener Kreis gelegene Dorf Teschetitz aus 52 Häusern mit 285 deutschsprachigen Einwohnern. Abseits, am Schinkenbach, lagen zwei einschichtige Mühlen: die Schinka-Mühle und die Thomas-Mühle (Romes). Pfarrort war Udritsch. Bis zur Mitte des 19. Jahrhunderts blieb Teschetitz der Herrschaft Gießhübel untertänig.
Nach der Aufhebung der Patrimonialherrschaften bildete Tescheditz / Těšetice ab 1850 mit dem Ortsteil Neuhof / Nový Dvůr und den Einschichten Schinkamühle und Romes eine Gemeinde im Gerichtsbezirk Buchau. Ab 1868 gehörte Tescheditz zum Bezirk Luditz. Im Jahre 1869 bestand das Dorf aus 53 Häusern und hatte 316 Einwohner.  Die Lokalbahn Protiwitz-Buchau wurde 1897 eröffnet, bei Tescheditz entstand ein Haltepunkt. Im Jahre 1900 hatte Tescheditz 309 Einwohner, 1910 waren es 308. In der 1. Hälfte des 20. Jahrhunderts wurde wieder Teschetitz als Gemeindename verwendet. Nach dem Ersten Weltkrieg zerfiel der Vielvölkerstaat Österreich-Ungarn, die Gemeinde wurde 1918 Teil der neu gebildeten Tschechoslowakischen Republik. Beim Zensus von 1921 lebten in den 69 Häusern der Gemeinde 366 Deutsche; in den 56 Häusern des Dorfes Teschetitz waren es 299. 1930 lebten in den 56 Häusern von Teschetitz 324 Personen, die Gemeinde bestand aus 73 Häusern und hatte 397 Einwohner.
Nach dem Münchner Abkommen wurde Teschetitz im Oktober 1938 dem Deutschen Reich zugeschlagen und gehörte bis 1945 zum Landkreis Luditz. 1939 hatte die Gemeinde 356 Einwohner. Nach dem Ende des Zweiten Weltkrieges kam Těšetice zur wiedererrichteten Tschechoslowakei zurück. Nach der Aussiedlung der deutschen Bewohner wurde Těšetice mit Tschechen wiederbesiedelt. Im Zuge der Gebietsreform von 1948 wurde der Okres Žlutice aufgelöst und die Gemeinde Těšetice zum 1. Februar 1949 dem Okres Toužim zugeordnet. Im Jahre 1950 lebten in den 27 Häusern von Těšetice 141 Personen. Bei der Gebietsreform von 1960 wurde die Gemeinde in den Okres Karlovy Vary eingegliedert. Seit dem Zensus von 1961 galt der Ortsteil Nový Dvůr als unbewohnt. 1964 wurde Těšetice nach Bochov eingemeindet. Beim Zensus von 1991 bestand Těšetice aus 24 Häusern und hatte 47 Einwohner. Der Personenverkehr auf der Bahnstrecke Protivec–Bochov wurde am 31. Mai 1996 eingestellt.

## Ortsgliederung
Zum Ortsteil Těšetice gehören die Wüstungen Nový Dvůr (Neuhof), Romes und Schinkamühle. Dwer Ortsteil bildet den Katastralbezirk Těšetice u Bochova.

## Sehenswürdigkeiten
- Bildstock am Dorfteich, geschaffen 1845
- Kapelle der Jungfrau Maria, errichtet 2007 durch Umbau der alten Dorfwaage
- Gusseisernes Kreuz Horecký kříž, südlich des Dorfes an der Straße nach Bochov
- Naturdenkmal Toto-Karo mit den Teichen Havlisův rybník, Velká Žabka, Malá Žabka